# Triumph Bonneville
Triumph Bonneville — серия дорожных мотоциклов среднего класса, в разное время производившейся Triumph Engineering. Выпускался с 1959—1983, 1985—1988, 2001- по настоящее время.

## Bonneville T120
Первая модель данной серии от компании Triumph Bonneville производившийся в период между 1959 и 1974 годами. Он был дальнейшей модификацией Triumph Tiger T110. Первоначально на него был установлен двигатель, который позволял с комфортом достичь 115 миль / ч. В 1963 году была представлена модифицированная модель, в которой рама стала жёстче, угол поворота рулевого колеса был изменен и улучшена вилка.

## Обновленный Bonneville
Рейстайлинговая модель Bonneville получила название Triumph Bonneville 790, её производство началось в 2001 году.